# Dan Twardzik
Daniel Twardzik, detto Dan (Třinec, 13 aprile 1991), è un ex calciatore tedesco di origini ceche, di ruolo portiere.